# Детково (деревня, Московская область)
Детково — деревня в городском округе Чехов Московской области. До 2017 года была в составе муниципального образования сельское поселение Любучанское ,до 29 ноября 2006 года входила в состав Любучанского сельского округа, деревня связана автобусным сообщением с райцентром и соседними населёнными пунктами.

## Население
| 2002 | 2006 | 2010 |
| ---- | ---- | ---- |
| 41   | ↗69  | ↘38  |

## География
Детково расположено примерно в 11 км (по шоссе) на северо-восток от Чехова, на запруженной безымянной речке бассейна реки Рожайка (правый приток реки Пахры), высота центра деревни над уровнем моря — 178 м. На 2016 год в Детково зарегистрировано
13 садовых товариществ. У деревни расположена железнодорожная станция Детково Большого кольца Московской железной дороги.